# NGC 2878
NGC 2878 (другие обозначения — UGC 5022, MCG 0-24-14, ZWG 6.42, NPM1G +02.0216, PGC 26739) — линзовидная галактика в созвездии Гидры. Открыта Альбертом Мартом в 1865 году.
Из-за X-образной структуры в центре и наличия гексагональной зоны на периферии галактика может быть ошибочно принята за спиральную. Такая структура является редкой особенностью, когда X-образная структура, возникающая вследствие существования вертикальных резонансных орбит в перемычке и видимая обычно с ребра или под промежуточными углами, накладывается на гексагональную зону таким образом, что стороны шестиугольника наблюдаются в проекции связанными с концами X-структуры. Гексагональная X-структура является главной морфологической особенностью NGC 2878, покрывая всю галактику, а не только её внутреннюю область. Подобные структуры наблюдаются в NGC 7020 и NGC 5377.
Этот объект входит в число перечисленных в оригинальной редакции «Нового общего каталога».